# دورو (مغنية)
دورو (بالألمانية: Doro Pesch)‏ هي مغنية وكاتبة غنائية ألمانية، ولدت في 3 يونيو 1964 في دوسلدورف في ألمانيا.

## وصلات خارجية
- الموقع الرسمي
- دورو على موقع IMDb (الإنجليزية)
- دورو على موقع روتن توميتوز (الإنجليزية)
- دورو على موقع ألو سيني (الفرنسية)
- دورو على موقع ميوزك برينز (الإنجليزية)
- دورو على موقع أول موفي (الإنجليزية)
- دورو على موقع قاعدة بيانات الأفلام السويدية (السويدية)
- دورو على موقع أول ميوزيك (الإنجليزية)
- دورو على موقع ديسكوغز (الإنجليزية)
- دورو على موقع قاعدة بيانات الفيلم (الإنجليزية)
- دورو على موقع ليتربوكسد (الإنجليزية)